# Lycengraulis grossidens
La sardina de río o anchoa de río (Lycengraulis grossidens), es la especie tipo del género de peces Lycengraulis, de la familia de los engráulidos. Habita en ambientes acuáticos de agua dulce y marinos del este de América. La mayor longitud que alcanza ronda los  23,5 cm de largo total.

## Taxonomía
Esta especie fue descrita originalmente en el año 1829 por el ictiólogo suizo Louis Agassiz y el zoólogo alemán Johann Baptist von Spix, bajo el nombre científico de: Engraulis grossidens.
Etimología
Etimológicamente el nombre genérico Lycengraulis se construye con palabras del idioma griego, en donde: lykos significa 'lobo' y eggraulis es 'anchoa'.

## Distribución
Esta especie es una migradora anfibiótica potamotoca. Habita en aguas estuariales salobres y zonas costeras marinas adyacentes, en profundidades menores a los 40 metros, en el océano Atlántico Occidental, entre las latitudes 19°N y 37°S, comprendiendo en general los litorales desde el lago de Maracaibo, Venezuela (rara en Belice) por el norte hasta la boca del río Negro, en el noreste de la Patagonia argentina, por el sur. Para reproducirse durante el verano penetra en cardúmenes en las cuencas de los ríos que desembocan en esas costas, por ejemplo en la cuenca del Orinoco, en la cuenca del Amazonas (remontando hasta más allá de Manaus) y en la cuenca del Plata, en la que llega mediante el Río de la Plata y el Paraná, hasta Paraguay. Además de Venezuela y la Argentina, habita en el Uruguay y el Brasil.
Posiblemente en áreas tropicales cuente con formas que habiten solamente en agua dulce. 
En el mar, se alimenta de diversos crustáceos y peces pequeños, mientras que en los ríos le agrega a esta dieta copépodos y larvas de insectos.